# Marie Olsson
Eva Marie Olsson, född 27 april 1967 i Orsa, är en svensk politiker (socialdemokrat), som var riksdagsledamot (statsrådsersättare för Peter Hultqvist) 1 april 2017 – 24 september 2018 för Dalarnas läns valkrets.
I riksdagen var hon suppleant i miljö- och jordbruksutskottet och socialförsäkringsutskottet.